# Volkertviertel

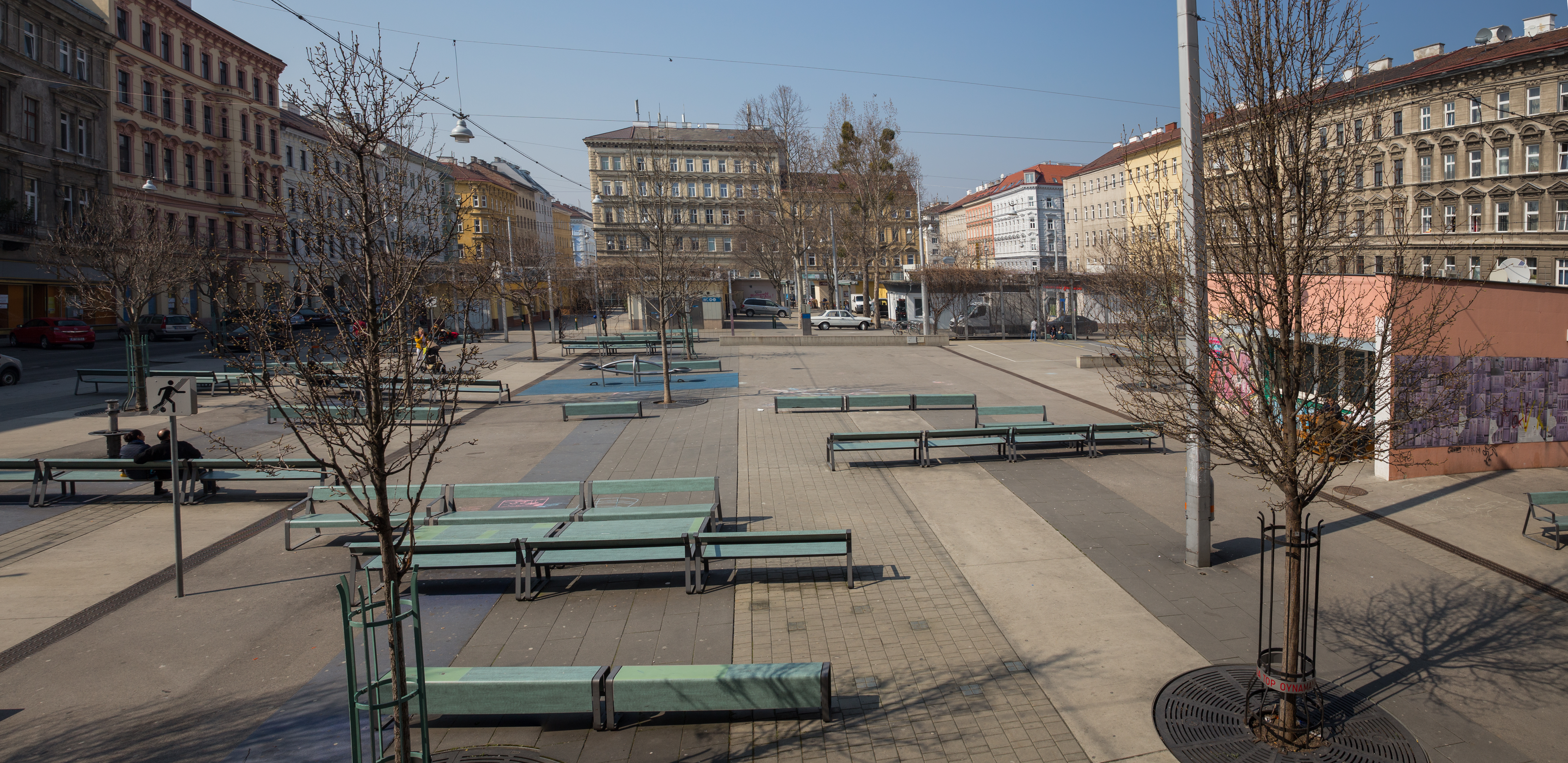
Volkertplatz und Volkertmarkt, Blick von der Rueppgasse westwärts

Volkertviertel ist der Name eines Stadtviertels im 2. Wiener Gemeindebezirk, der Leopoldstadt. Es wurde nach dem Volkertmarkt benannt, der sich im Zentrum des Grätzls befindet. Dieser Name wiederum bezieht sich auf die Grafenfamilie Volkhra, Volkra oder Volkert, die in dieser Gegend Grundbesitz und ein Palais hatte, das Anfang des 20. Jahrhunderts demoliert wurde (siehe hier).
Es handelt sich, vom Praterstern ausgehend, um das von Nordbahnstraße, Heinestraße, Castellezgasse, Scherzergasse und Am Tabor begrenzte Wohngebiet.
Im 20. Jahrhundert wurde dieses Viertel manchmal mit dem nördlich angrenzenden Alliiertenviertel unter der Bezeichnung „Nordbahnviertel“ zusammengefasst, dieser Name ist  aber seit den 2010er Jahren für das neugebaute Viertel auf dem Gelände des ehemaligen Frachtenbahnhofs auf der anderen Seite der Nordbahnstraße bzw. der Bahntrasse in Gebrauch.

## Gebäude
Etliche Gebäude des Viertels, vor allem im zentralen Bereich um den Volkertmarkt, sind Teil der von der Stadt Wien definierten baulichen Schutzzone Leopoldstadt.
Im Viertel befinden sich mehrere Schulen (Bundesrealgymnasium Lessinggasse, vormals Vereinsgasse, früher auch mit Vorläufer des Sigmund-Freud-Gymnasiums, Pazmanitengasse, Holzhausergasse). Das 1905 erbaute Volksschulgebäude in der Vereinsgasse 29–31 weist neugotische Formen auf.
Das älteste Gebäude im Viertel ist das alte Mautgebäude (Am Tabor 2), das 1698 bei einer Brücke über das Fahnenstangenwasser, einen mittlerweile verlandeten Donauarm, erbaut wurde. Es wurde 1730 nach einem Brand wiederaufgebaut; eine um die Zeit entstandene Figur des heiligen Johannes Nepomuk aus der Hauskapelle wurde 1879 in die nahegelegene Linienkapelle Am Tabor transferiert. Es entsprach in seiner Funktion einem Linienamt. Auffallend ist die tiefere Lage im Vergleich zum heutigen Straßenniveau. Benachbart ist die 1912 bis 1965 errichtete evangelische Verklärungskirche (Am Tabor 5).
Ein bemerkenswertes Gebäude ist auch das ÖBB-Verwaltungsgebäude an der Nordbahnstraße 50 gegenüber dem einstigen Nordbahnhof, das 1873 als Hotel Donau eröffnet wurde. Es steht unter Denkmalschutz (Listeneintrag). Markant ist der 1891 erbaute späthistoristische Zinshauskomplex des sogenannten Haber-Hofes in der Nordbahnstraße 46–48, der auch Fassaden zu Darwin- und Mühlfeldgasse hat – die Ecken sind jeweils überkuppelt.
Zum Viertel gehört auch das 1873 eröffnete und 1953 geschlossene einstige Römische Bad vulgo Römerbad an der Kleinen Stadtgutgasse, von dem architektonische Reste in der Holzhausergasse noch sichtbar sind.
In der Heinestraße, deren ungerade Seite zum Viertel gerechnet wird, ist teilweise noch späthistoristischer Bestand vorhanden, wenn auch oft in später vereinfachter Form.  Das Haus Nr. 13 wurde 1912 von Viktor Klima erbaut, die Erker werden von neobarocken Balkonbrüstungen verbunden. Nr. 21 von Wilhelm Stiassny stammt aus dem Jahr 1874; markant ist das Säulenportal, das in einen Erker übergeht.
Die Castellezgasse wurde in den 1870er und 1880er Jahren mit bürgerlichen Zinshäusern verbaut. Die um 1890 erbaute Maschinenfabrik Hoerde (Castellezgasse 36–38) mit ihrer Giebelfront zur Lessinggasse ist der bedeutendste ehemalige Industriebau in der Gegend und der Rest eines größeren Komplexes. Heutzutage wird er vorwiegend für Wohnungszwecke genutzt.
Der Volkertmarkt im Zentrum des Viertels hat heute nur mehr etwa halb so viele Verkaufsstände wie um 1970. Die auf der Seite der Rueppgasse gelegenen, gemauerten Stände wurden seither entfernt.

## Prominente Bewohner
Um 1880 wuchs die spätere Kernphysikerin Lise Meitner in diesem Viertel (Heinestraße 27, damals Kaiser-Joseph-Straße) auf; daran erinnert eine Gedenktafel. In der Taborstraße 72 wohnte um 1900 nahe dem damaligen Nordwestbahnhof der später als Architekt in den USA erfolgreiche Richard Neutra als Schüler mit seinen Eltern. 

## Verkehr
Der östliche und nördliche Rand des Viertels wird von der Straßenbahnlinie 5 befahren, die U-Bahn-Linie U2 hat Stationen knapp außerhalb des Viertels (U-Bahn-Station Taborstraße, Bahnhof Wien Praterstern). Durch die Taborstraße verkehrt die Straßenbahnlinie 2. Weiters verkehrt die Autobuslinie 5B durch das Viertel. Vor der 2008 erfolgten Eröffnung dieses Abschnitts der U2 wurde eine Straßenbahnstrecke von der Taborstraße abzweigend durch die Heinestraße und die Mühlfeldgasse zur Nordbahnstraße und zum Praterstern befahren. Der Streckenteil wurde noch im Herbst 2019  bei einer Umleitung im Linienbetrieb befahren.

## Galerie

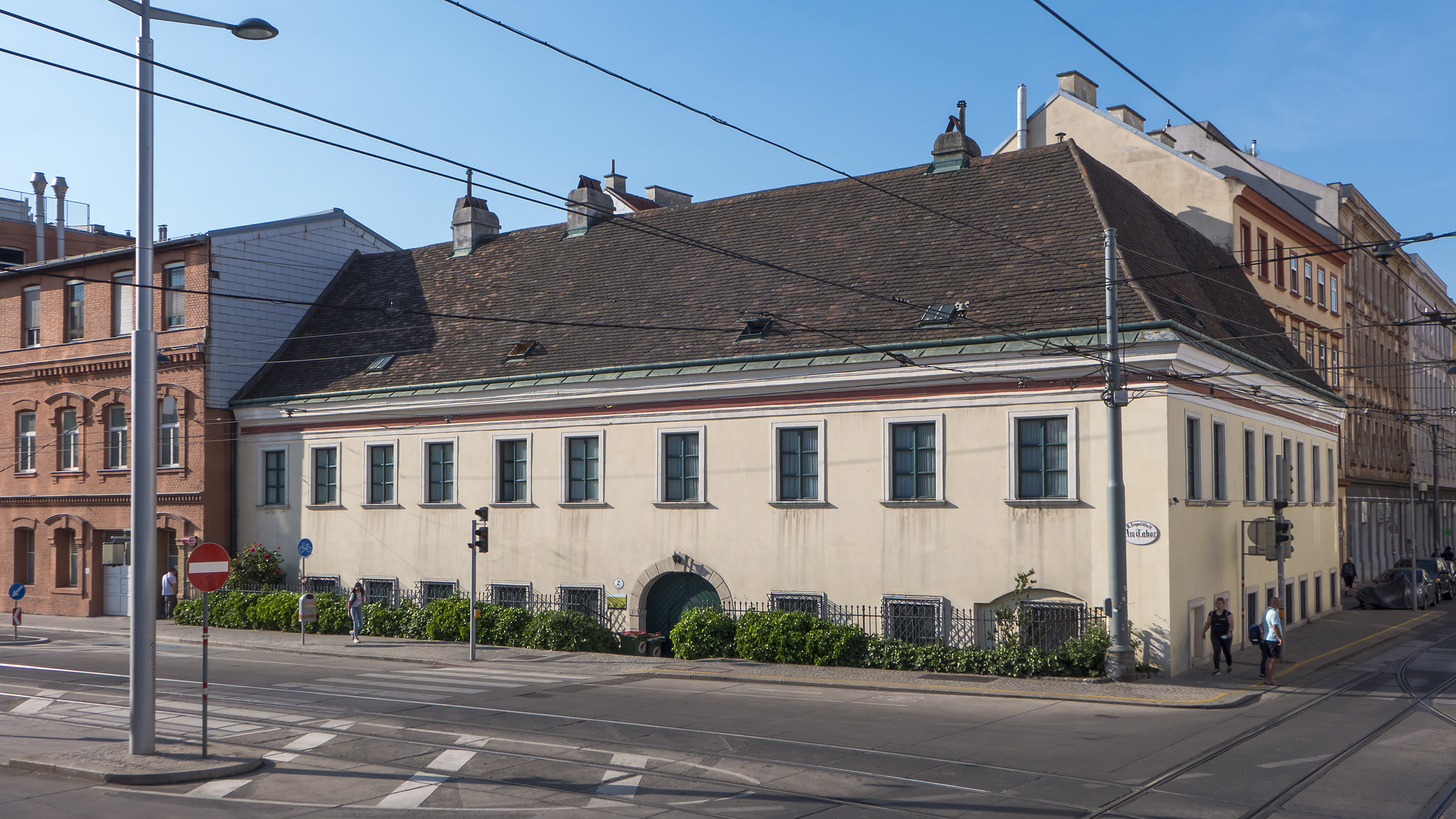
Das ehemalige Mautgebäude
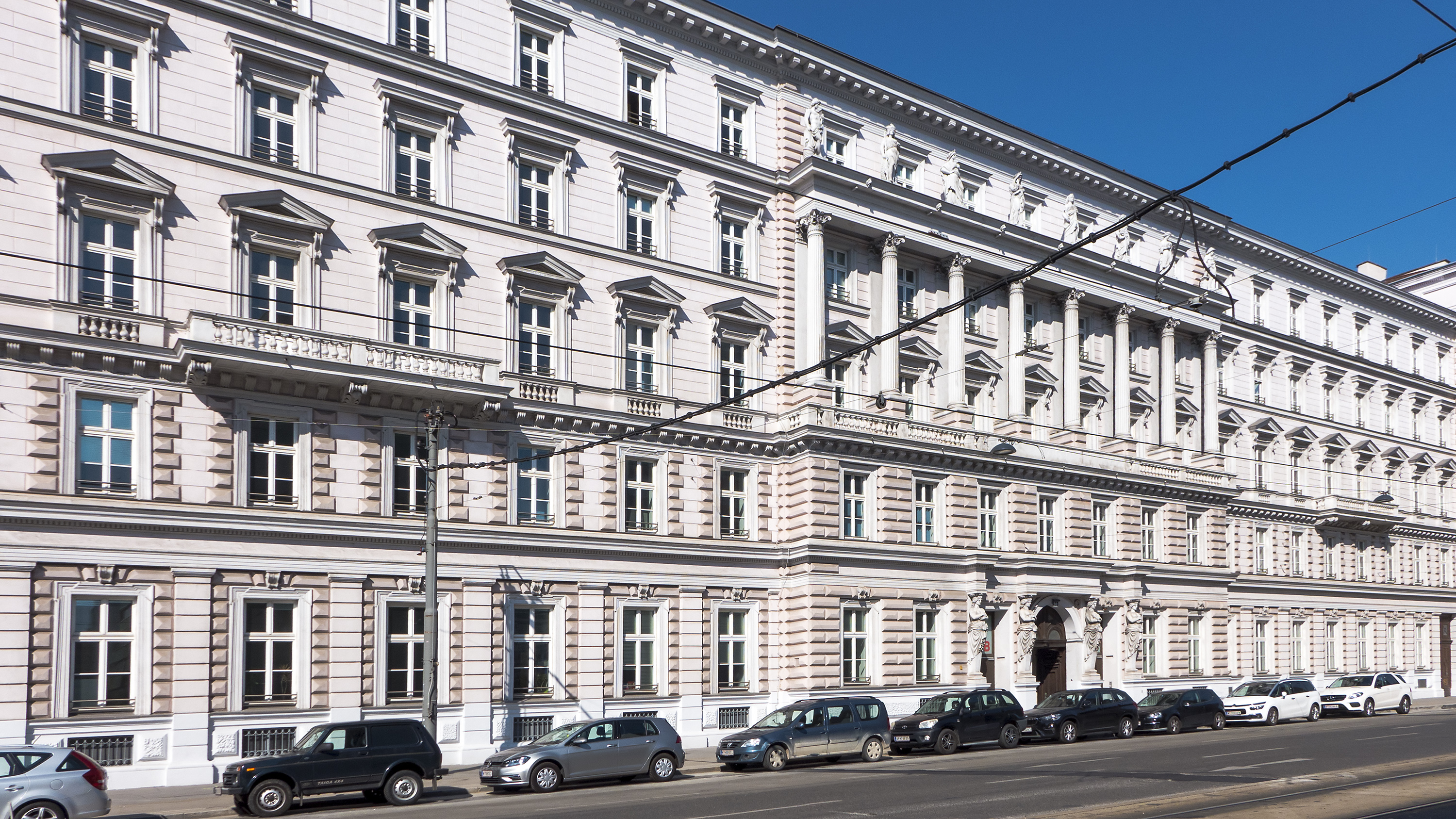
Ehemaliges Hotel Donau, der Haber-Hof im Hintergrund
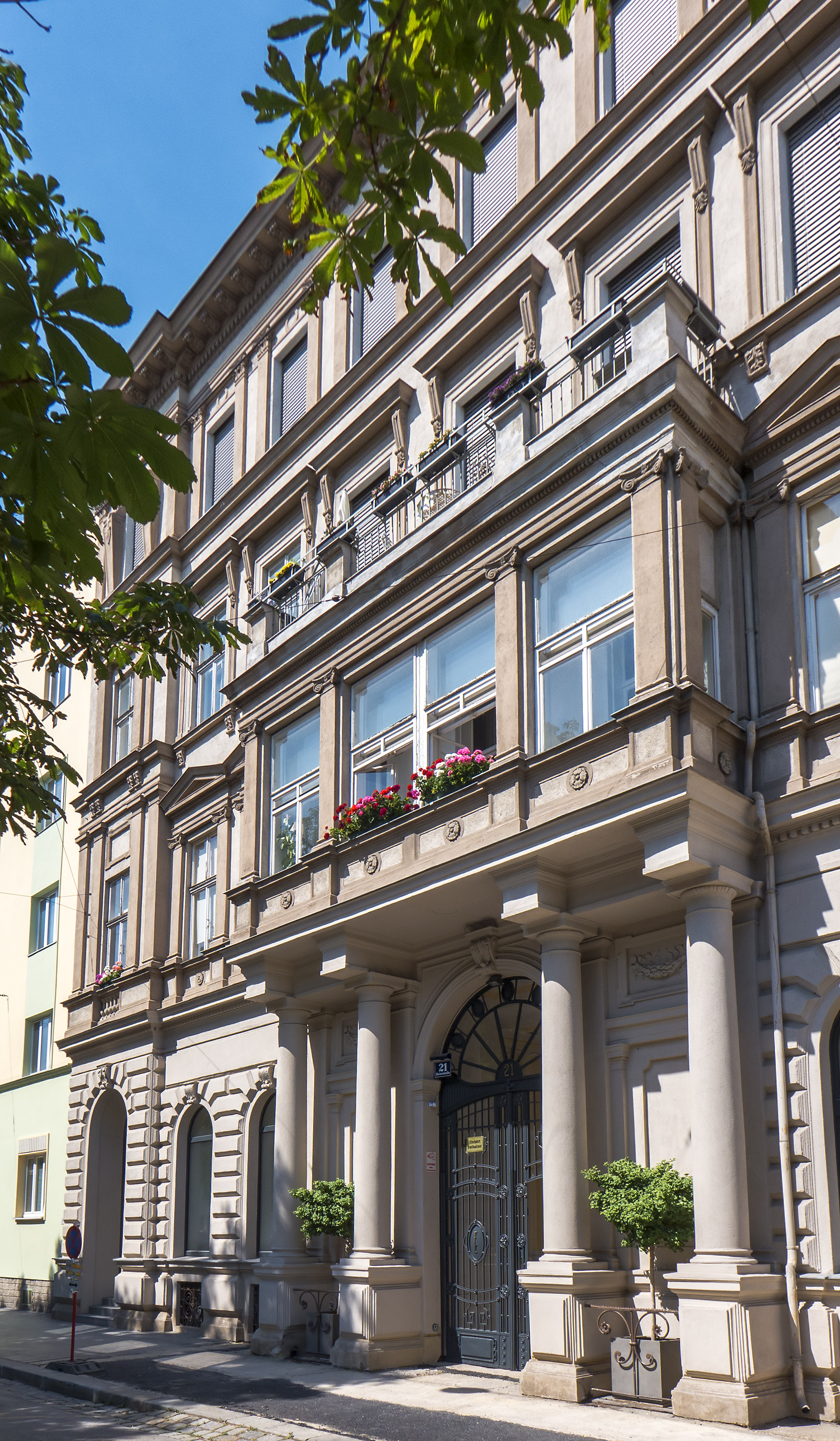
Heinestraße 21
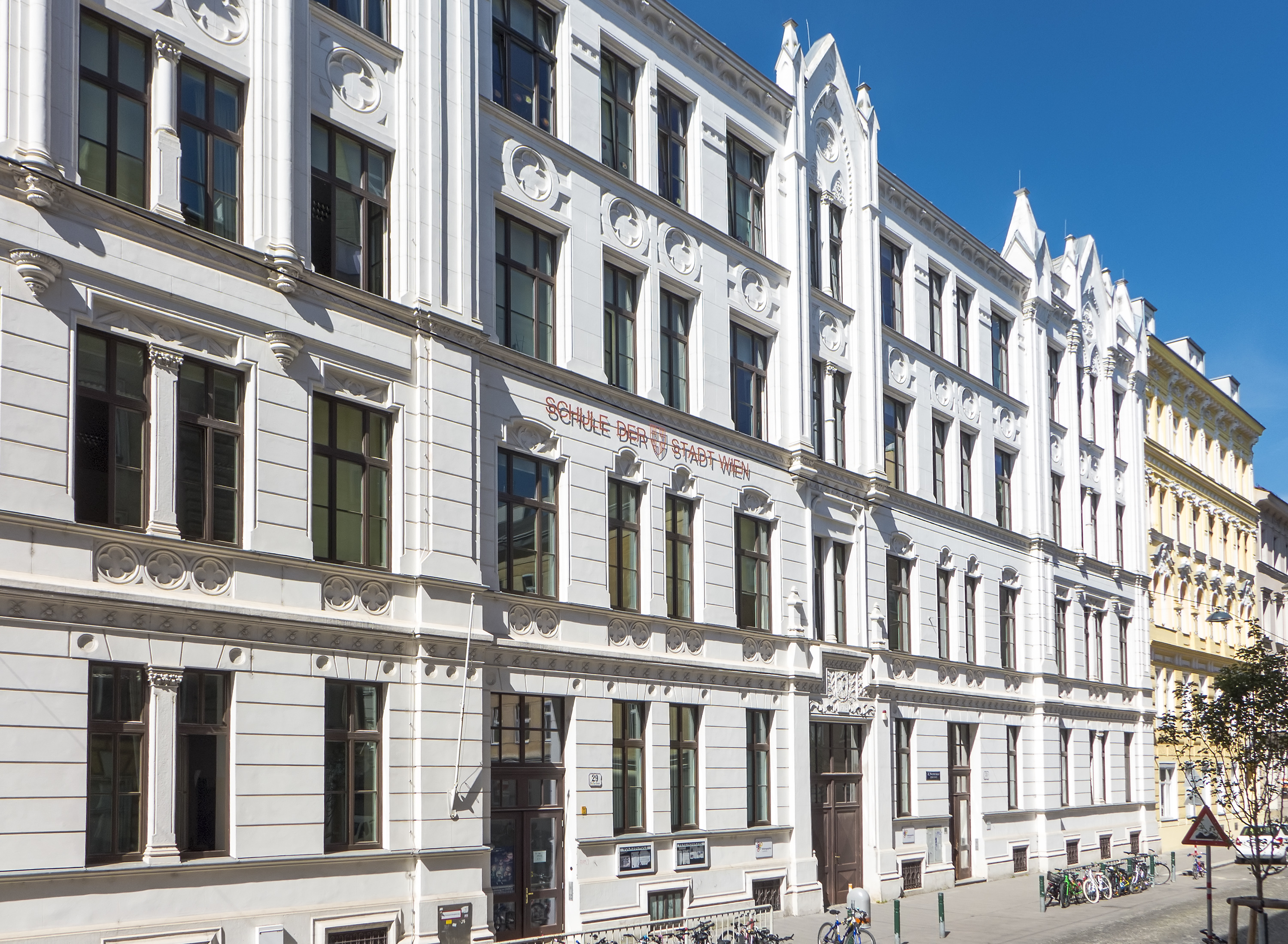
Volksschule und ehemaliges Bad in der Vereinsgasse
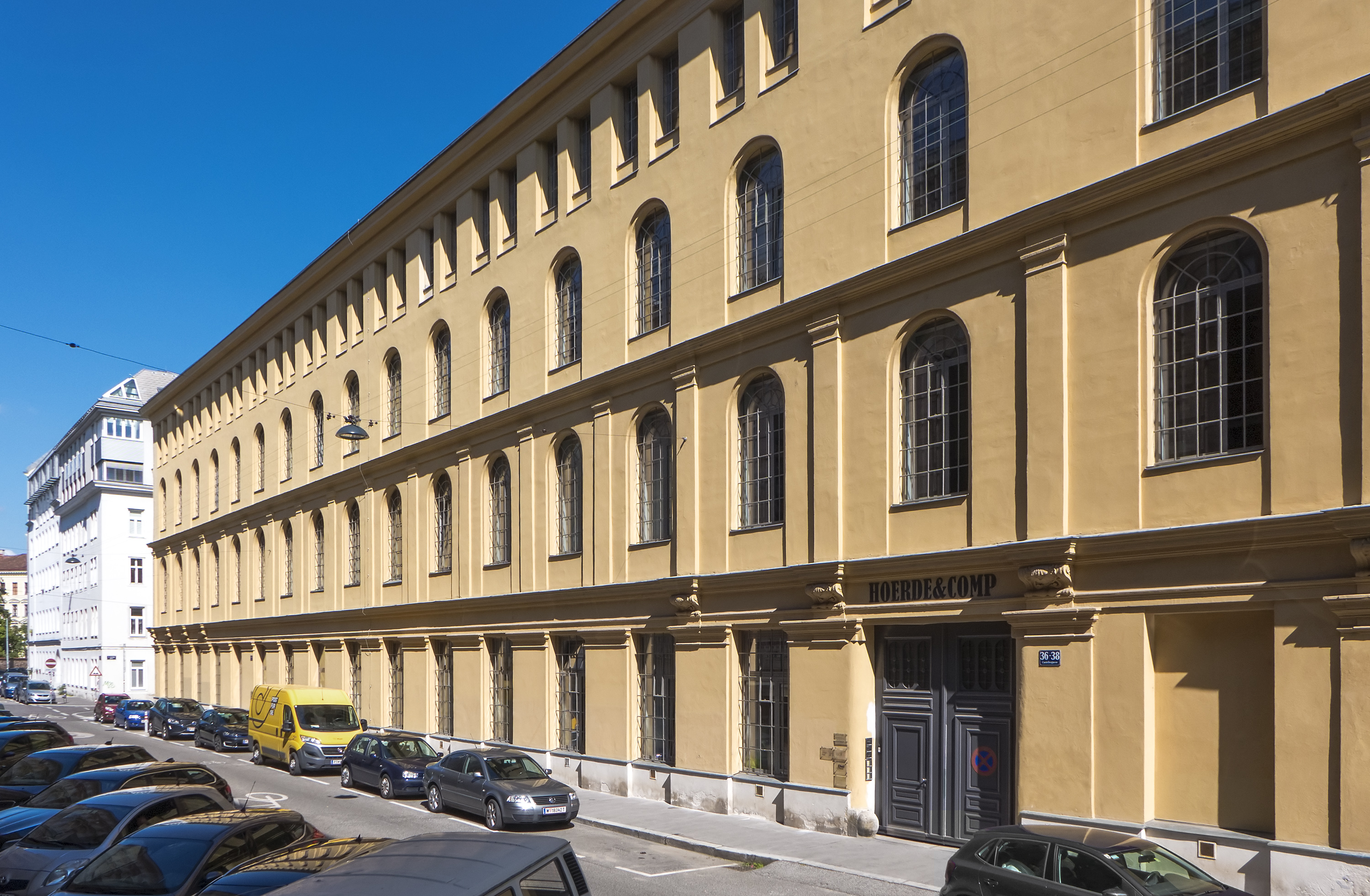
Front der ehem. Maschinenfabrik Hoerde zur Castellezgasse